# Jarosita
La jarosita es un mineral,  sulfato de potasio y hierro con hidroxilos.  Fue  descrito en 1852 por August Breithaupt, a partir de ejemplares obtenidos en las minas Observación, Esperanza, Carmen y Estrella, en el barranco del Jaroso, en la Sierra Almagrera, municipio de Cuevas del Almanzora, (Almería) España. El nombre deriva del barranco.

## Propiedades físicas y químicas
La jarosita es el análogo de la alunita con Fe3+ en lugar de Al3+. Se encuentra en forma de masas terrosas, compactas o como microcristales, en todos los casos con colores que van desde el amarillo al marrón anaranjado. Forma una serie de solución sólida con la natrojarosita, pero incompleta. También puede contener aluminio y pequeñas cantidades de plomo, plata, sodio y otros elementos. Este mineral se forma por la oxidación de sulfuros de hierro, especialmente de pirita.  La aparición de jarosita se asocia a la presencia de agua con pH ácido (por debajo de 6); por tanto su presencia indica la existencia de agua durante su formación, y por el pH requerido es incompatible con la de los carbonatos.  

## Yacimientos
La jarosita es el mineral más común del supergrupo de la alunita, habiéndose identificado en alrededor de 2000 localidades. Se considera como localidad tipo al Barranco Jaroso, en Sierra Almagrega, Cuevas del Almanzora (Almería), España. En esta zona se han encontrado además ejemplares con cristales de tamaño milimétrico y de muy buena calidad, especialmente en el Socavón Santa Bárbara, conocido también como Túnel del Arteal, especialmente a la altura del pozo de la mina Boletín. También se han encontardo microcristales en Rodalquilar, asociados a la rodalquilarita del llamado Filón 340 y en otras minas de la zona. En la mina de Río Tinto (Huelva) se formó entre los óxidos de hierro del gossan y la capa de enriquecimiento secundario un nivel de jarosita rica con contenidos significativos de plomo y plata del que se extrajeron en época prerromana y romana unos dos millones de toneladas de mineral, para recuperar la plata. En Bolivia se ha encontrado jarosita como microcristales en la mina Huanuni, en la provincia de Dalence, Oruro. En México se ha encontrado como cristales laminares y tabulares, comparativamente muy grandes para la especie, en la Sierra Peña Blanca,  Aldama,  Chihuahua.

## Jarosita en Marte
En el 2004, el rover marciano MER-B detectó  jarosita en Marte con un espectrómetro Mössbauer, lo que se interpretó como una prueba de la existencia de grandes cantidades de agua líquida en Marte en el pasado.

## Enlaces en prensa
- Universidad de Almería Gabinete de prensa (La Voz de Almería)
- El Mundo

## Enlaces relacionados con Marte
- Universidad de Puerto Rico en Humacao En relación con la investigación en Marte
- Centro de Astrobiología en inglés

- Datos: Q411168
- Multimedia: Jarosite / Q411168